# Nápisy na věštebných kostech

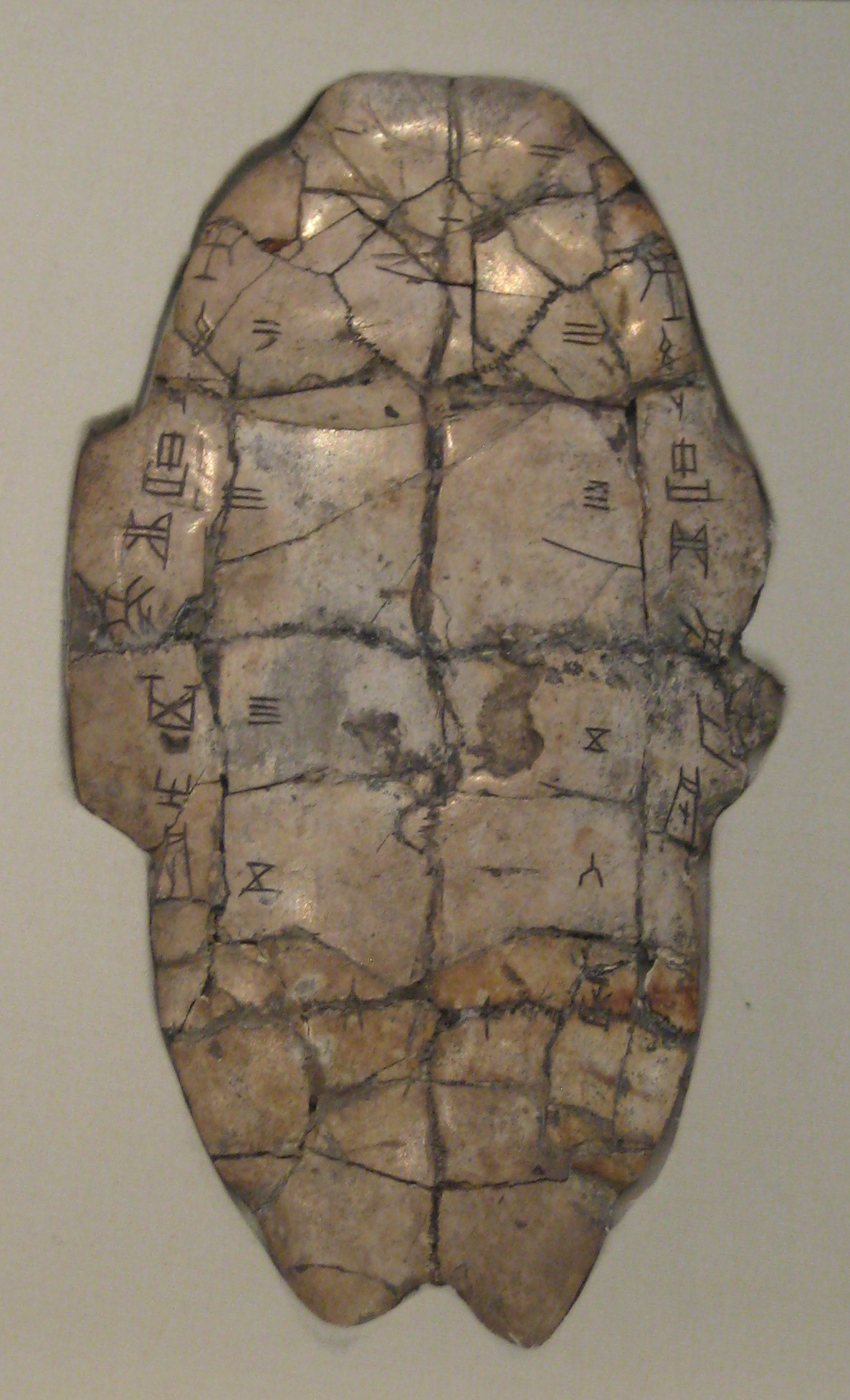
Nápisy na věštebné kosti

Nápisy na věštebných kostech (čínsky 甲骨文 ťia-ku wen, pchin-jin: jiǎgǔ wén) pocházejí z období dynastie Šang a jsou nejstaršími záznamy čínského písemnictví.
Věštebné kosti, zpravidla hovězí lopatky a želví krunýře, byly objeveny na konci 19. století blízko šangského hlavního města An-jangu. Původně byly nazývány dračí kosti a prodávaly se v lékárnách, rozemílaly se na prach a přidávaly do léků. Nejstarší kosti pocházejí z poloviny třetího tisíciletí před naším letopočtem, nejvíce jich je z období dynastie Šang, tradice zápisů na věštebné kosti přetrvala až do Období Jar a podzimů.
Na kostech jsou jednoduché standardizované texty úzce související s věštbou. Nachází se tam jméno toho, kdo připravil kost, kdo provedl věštbu, datace věštby a samotný obsah věštby. Věštby se týkaly témat jako počasí, úroda, oběti nebesům, války či data porodů. Týkaly se bezprostředně blízké budoucnosti, události, které se měly odehrát za měsíc a déle jsou výjimečné.